# Папчинский, Иван Иванович
Ива́н Ива́нович Папчинский (24 марта 1870—1945) — екатеринославский земский деятель, член IV Государственной думы от Екатеринославской губернии.

## Биография
Православный. Из потомственных дворян Екатеринославской губернии. Землевладелец той же губернии (1432 десятины).
Окончил Екатеринославское реальное училище. Поступил на службу в 1891 году.
Избирался гласным Александровского уездного и Екатеринославского губернского земских собраний (1897—1906), членом Екатеринославской губернской земской управы (1898—1901), а также на два трехлетия почетным мировым судьей по Александровскому уезду. В 1901—1906 годах служил земским начальником. В декабре 1905 года, во время вооруженных беспорядков, был тяжело ранен при объезде своего участка.
За отличие по службе в январе 1906 года был назначен непременным членом Екатеринославского губернского по земским и городским делам присутствия, занимая эту должность до избрания в Думу. Состоял почетным членом Екатеринославского губернского попечительства о детских приютах. Дослужился до чина статского советника (1915). Был членом Союза 17 октября.
В 1912 году был избран членом Государственной думы от Екатеринославской губернии. Входил во фракцию октябристов, со 2-й сессии — в группу беспартийных. Состоял товарищем председателя редакционной комиссии, а также членом комиссий: по запросам, по исполнению государственной росписи доходов и расходов, по местному самоуправлению и по народному образованию. Был членом Прогрессивного блока.
В годы Первой мировой войны состоял уполномоченный Главного комитета Всероссийского земского союза (апрель — июль 1915), уполномоченным ВЗС при 1-й армии (с 21 июля 1915) и заведующим 16-м передовым отрядом имени Екатеринославского губернского земства. Выезжал на фронт.
После революции в эмиграции в Европе. Скончался в 1945 году.

## Семья
Был дважды женат. Вторая жена — оперная певица Александра Степановна в девичестве Караваева (1890—1967). В эмиграции выступала с концертами в крупных городах Европы. Позднее переехала в Аргентину. Приняла монашество.